# لاولس (مانگا)
لاولس (ژاپنی: ラブレス هپبورن: Raburesu) یک مجموعه مانگای ژاپنی که توسط یون کوگا نوشته و طراحی شده است. این سری به وسیلهٔ انتشارات ایچیجینشا از ۲۵ مه ۲۰۰۲ در ماهنامه ژاپنی کامیک زیرو سام در حال چاپ است. یک مجموعه تلویزیونی انیمه ۱۲ قسمتی نیز توسط استودیوی جی.سی.استاف بر پایه نسخه مانگا دستمایه اقتباس قرار گرفت که از آوریل تا ژوئن سال ۲۰۰۵ در شبکه تی‌وی آساهی پخش شد.